# インディア型潜水艦
インディア型潜水艦（-がたせんすいかん India class submarine）は、ソヴィエト/ロシア海軍の通常動力型潜水艦である。深海救難艇を除けば、現在までに建造された唯一の救難専用潜水艦である。
インディア型はNATOコードネームであり、ソ連海軍の計画名は940型潜水艦（レノク）（Подводные лодки проекта 940）である。

## 開発
1960年代、米海軍に対抗すべく、ソ連海軍は戦力拡大を推進し、続々と潜水艦を竣工させていた。しかし潜水艦隊の規模拡大と共に、潜水事故も増加していた。そのため、事故に遭った潜水艦を救助するための救難潜水艦の必要性が高まり、1967年にソビエト連邦閣僚会議の採決により、数種類の救助潜水艦の開発計画が開始された。
本型以前に開発された救助潜水艦としては、666型潜水艦が存在するが、この型は通常の攻撃型潜水艦を改造したものであり、救助潜水艦としての性能には不満があった。そのため、当初から専用の救助潜水艦として設計された第940号計画が誕生した。開発を担当したのはソ連三大潜水艦設計局の一つであるソロモノフ設計局（当時の第112設計局：OKB-112）であった。本型への要求性能は、生命維持装置、泥濘排出装置、医療装置、金属切削装置などを搭載して、深度300m海域での作業が可能、というものだった。
本型の設計は1972年より開始され、1980年代に試験艦が完成、各種救助実験が実行された。

## 装備

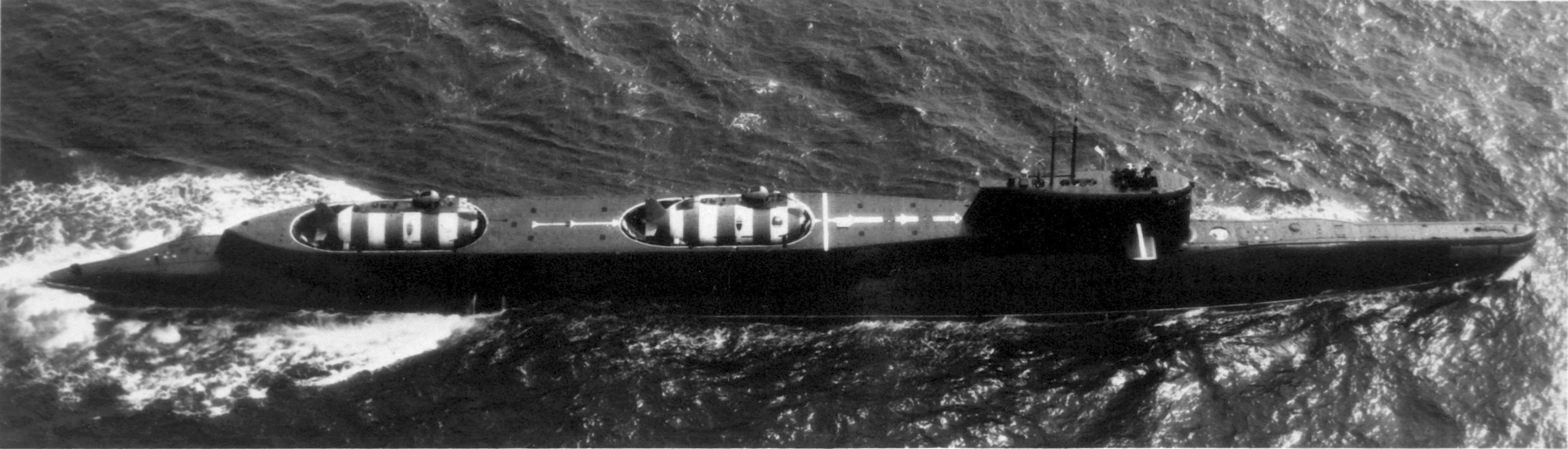
1985年10月に米海軍が撮影したインディア型潜水艦。上甲板に半埋込み式に搭載された深海救難艇の装備位置がわかる。

インディア型潜水艦の最大の特徴は、艦体の上面に深海救難艇2隻を搭載できるスペースを持った、いわば「救難母艦」である点である。一般的に、深海救難艇はその小型性もあって低速であるが、940型潜水艦は水上ならば15.0ノットの速力で航行することが可能である。このことは、いざ潜水艦の事故が発生すれば、ただちに現場に急行し、深海救難艇を放出して救助活動に当たることが可能であることを意味している。さらに、潜水艦であることは、深海救難艇を搭載した潜水艦救難艦と比較した際、悪天候や流氷に覆われた海などでも潜行することで問題なく航行ができ、かつ秘密裏に救難活動ができるという利点がある。
インディア型潜水艦は最大で2隻のプリズ級深海救難艇を搭載することができ、2隻で「沈没艦からの生存者の収容」「生存者の本艦への移送」を行なうことで、迅速に救助ができるようになっていた。また、ソナーも装備していたが、これは敵艦捜索用ではなく遭難艦捜索用のものであった。冷戦時の西側諸国では、戦闘区域での救助活動を考慮して魚雷発射管による武装もしていると考えられていたが、実際には非武装であった。

## 運用

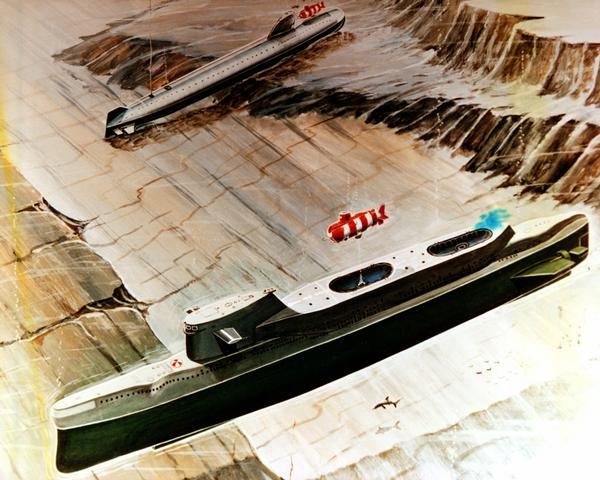
米海軍によるインディア型の運用想像図。インディア型の救難潜水艇がノヴェンバー型の救助を行なっている。

本級の開発自体は順調に進行し、試験艦を用いた各種実用試験も大きな問題はなく進行した。しかし、ディーゼル推進型潜水艦である本型では、深海での長時間にわたる救助活動には適さず、開発は中止され、試作建造された2隻は海没処分(というより投棄)された。しかし、940型の開発経験は、以後の救助潜水艦の開発に活かされた。